# Borderline (chanson de Tame Impala)
Pour les articles homonymes, voir Borderline.
Singles de Tame Impala
Patience
(2019) It Might Be Time (en)
(2019)
Borderline est une chanson du projet musical australien Tame Impala, parue sur son quatrième album The Slow Rush. Elle est sortie le 12 avril 2019 en tant que premier single de l'album. La chanson est écrite par Kevin Parker, qui joue tous les instruments et chante toutes les parties vocales.

## Sortie et promotion
Tame Impala a annoncé la sortie de la chanson via Instagram, en publiant la pochette de la chanson avec la légende « Friday » (« Vendredi »). La sortie de Borderline en 2019 a précédé celle de son album The Slow Rush, qui a été retardé jusqu'en février 2020. Kevin Parker a retravaillé la chanson pour son inclusion sur l'album, apportant des changements musicaux et de paroles.

## Prestations en public
Borderline a été interprété pour la première fois en public le 30 mars 2019 lors de l'émission Saturday Night Live.

## Liste des pistes
| 1. | Borderline | 4:34 |

| 3. | Borderline | 3:57 |

## Personnel
- Kevin Parker – chant, instruments, production, mixage, ingénieur du son
- Dave Cooley – matriçage

## Classements et certifications
| Classement (2019–2020)                 | Meilleure position |
| -------------------------------------- | ------------------ |
| Australie (ARIA)                       | 58                 |
| Belgique (Wallonie Ultratip 50)        | 40                 |
| États-Unis (Hot Rock Songs)            | 3                  |
| États-Unis (Alternative Digital Songs) | 9                  |
| France (SNEP Ventes)                   | 113                |
| Irlande (Irish Singles Chart)          | 63                 |
| Nouvelle-Zélande Hot Singles (RMNZ)    | 17                 |
| Portugal (AFP)                         | 96                 |
| Royaume-Uni (UK Singles Chart)         | 78                 |

| Classement (2019)           | Position |
| --------------------------- | -------- |
| États-Unis (Hot Rock Songs) | 57       |
| Portugal (AFP)              | 1204     |

### Certifications
| Pays                                                                       | Certification | Ventes certifiées |
| -------------------------------------------------------------------------- | ------------- | ----------------- |
| États-Unis (RIAA)                                                          | Or            | 500 000‡          |
| xNon précisé par la certification ‡ventes/streaming selon la certification |               |                   |

## Historique de sortie
| Pays   | Date            | Format                                     | Label                              | Version          | Réf.  |
| ------ | --------------- | ------------------------------------------ | ---------------------------------- | ---------------- | ----- |
| Divers | 12 avril 2019   | - Téléchargement - streaming               | - Caroline - Modular (en) - Island | Single originale | [ 3 ] |
| Divers | 14 février 2020 | - CD - vinyle - téléchargement - streaming | - Caroline - Modular (en) - Island | Album            | [ 3 ] |